# Litsea sericea
Litsea sericea är en lagerväxtart som först beskrevs av Nathaniel Wallich och Christian Gottfried Daniel Nees von Esenbeck, och fick sitt nu gällande namn av Joseph Dalton Hooker. Litsea sericea ingår i släktet Litsea och familjen lagerväxter. Inga underarter finns listade i Catalogue of Life.